# Lens-Saint-Servais
Pour les articles homonymes, voir Lens.
Lens-Saint-Servais (en wallon Sint-Servå-Lin) est un village de Hesbaye liégeoise, dans la province de Liège, en Belgique. Administrativement il fait partie de la commune de Geer situé en Région wallonne de Belgique. C'était une commune à part entière avant la fusion des communes de 1977.
Une des sources du Geer se trouve un peu au nord de l'agglomération. 

## Démographie
- Sources:INS, Rem:1831 jusqu'en 1970=recensements, 1976= nombre d'habitants au 31 décembre

## Galerie

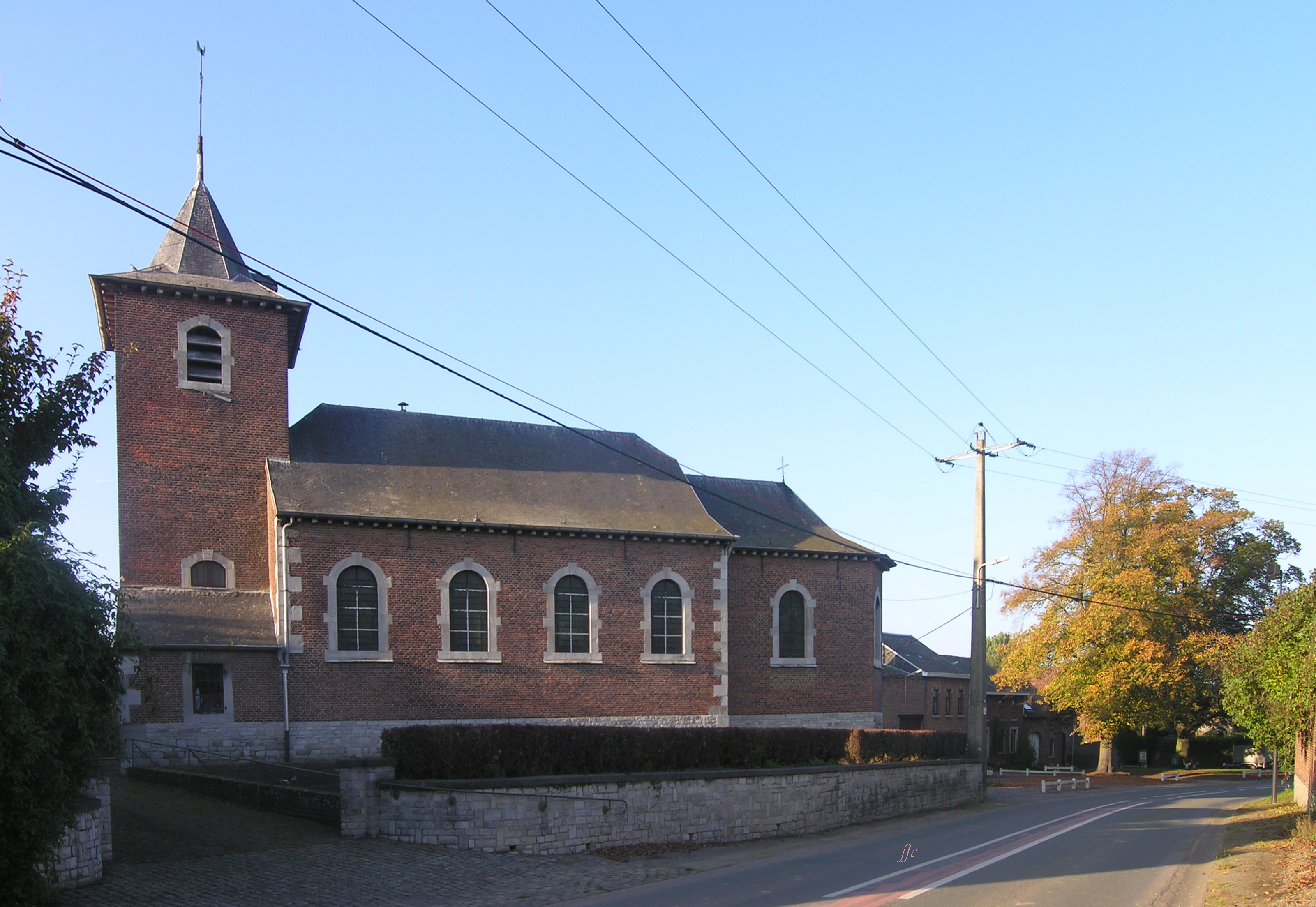
L'église Saint-Servais.
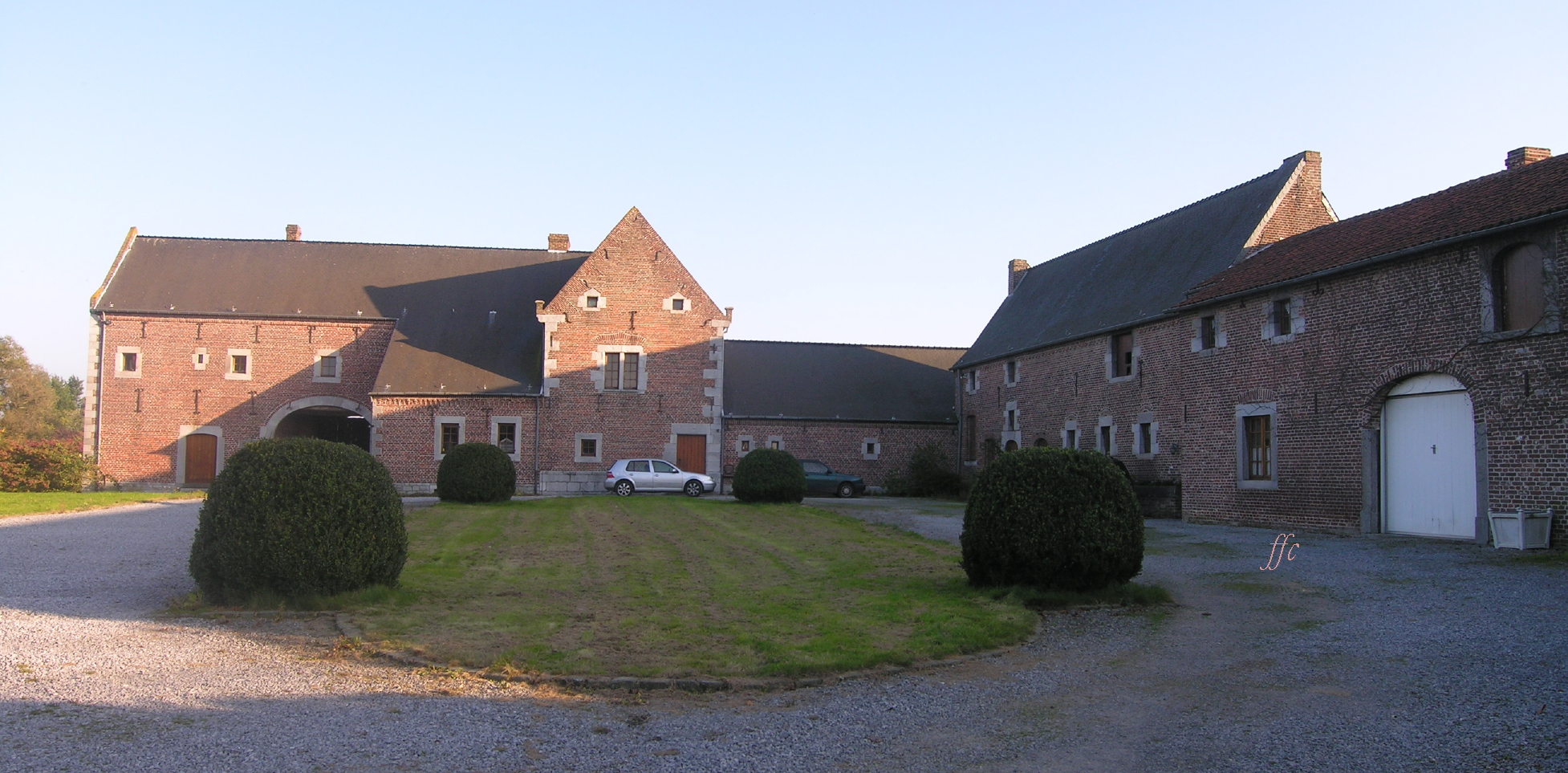
Le château-Ferme.
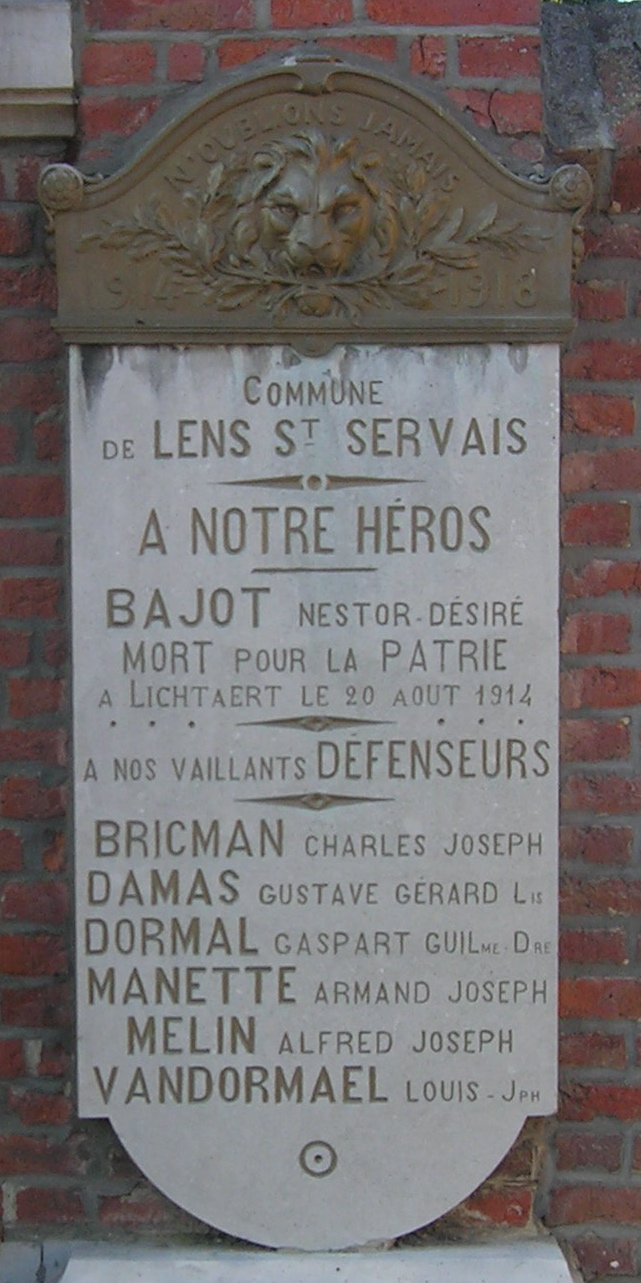
Monument héros de la Première Guerre mondiale.

## Personnalité
- Philippe-Joseph Brocard (1831-1896), maître-verrier, émailleur et orientaliste, est né à Lens-Saint-Servais.